# 家具の音楽
『家具の音楽』（かぐのおんがく、仏: musique d'ameublement）は、エリック・サティが1920年に作曲した室内楽曲。家具のように、そこにあっても日常生活を妨げない音楽、意識的に聴かれることのない音楽、といったものを目指して書かれた曲である。またこの曲に限らず、サティが提唱した「生活の中に溶け込む音楽」という思想そのものを「家具の音楽」と呼ぶこともある。
またそのコンセプトからアンビエント音楽や背景音楽の祖とされる曲でもあり、ウィリアム・アッカーマンなど多くのアーティストに影響を与えた。

## 実験音楽
晩年になるとサティは「家具の音楽」ということをさかんに言い出すようになる。
「家具の音楽」という考えが最初に作品となってあらわれたのは、1918年作曲の交響的ドラマ『ソクラテス』においてのことである。最終的には『ソクラテス』は「家具の音楽」という名称が削除された作品として結実したが、サティのスケッチブックにははっきりと各楽章に「家具の音楽」と書かれており、この作品が最初の「家具の音楽」だと言える。それから2年後の1920年に別の形をとって『家具の音楽』が実現することになった。
ある時、サティとミヨー、オーリック、プーランクらの友人がレストランで昼食をとっていた。その時にサティは「家具の音楽」というアイディアを話して聞かせた。それは、食事の最中にあまりに騒々しい音楽を聴かされる羽目になり、我慢が出来ずにレストランを飛び出した時のことである。
その時サティが語ったことは、あらかじめ周囲の騒音を考慮に入れて作曲された音楽、音楽を聞く人の感情を妨げない音楽、決して意識されることはなく人に快適さを与える音楽、という考えだった。
オーリックとプーランクは「家具の音楽」という考えに共感できず失望したが、ミヨーだけは違って「家具の音楽」のアイディアに興味を持った。
そこで、サティはこの「家具の音楽」を、ミヨーらの協力を得てフォブール・サントノレ街にあるバルバザンジュ画廊でのコンサートで実験的に演奏することにした。初めて「家具の音楽」が実践されたのは、俳優のピエール・ベルタン主催による演劇上演 (1920年3月8日) でのことである。
この上演では、マックス・ジャコブの戯曲『ナント劇場の一人の端役』が演じられたほかに、フランス6人組のピアノ作品やストラヴィンスキーの『猫の子守唄』が演奏された。その休憩時間に演奏されるように、サティとミヨーは共同して音楽を作っておいた。
使われた楽器は演奏で使われたものをそのまま流用し、クラリネット3本とバス・トロンボーン1本、ピアノ (連弾) 1台である。曲の1部にはアンブロワーズ・トマの『ミニオン』やサン・サーンスの『死の舞踏』の音楽も引用されていた。
当日のプログラムには、幕間に『家具の音楽』が演奏されること、『家具の音楽』を聴こうとせず、音楽に注意を払うな、との解説が載せられていたが、これはかえって実験を失敗させる原因になった。
休憩に入って、劇場のさまざまな場所にスタンバイしていた演奏者により演奏が始まると、聴衆は自分の席に戻って静かに聴き入ろうとした。繰り返しが13回目に入ったところでサティは我慢の限界に達し、聴衆に向かって、音楽を聞かずにおしゃべりを続けるよう怒鳴り散らし猛烈な勢いでロビーを駆け回ったが全く効果はなく、結局、この時の実験は大失敗に終わってしまった。
「意識的に聴かれない音楽」というサティのねらいは失敗したことになったが、のちにこの思想がBGMなどを生むことになったと見る向きもある。

## 楽曲構成
以下の3曲からなる。
| 曲順 | 曲名                                                      | 楽器                                                                                       | 作曲時期      | 備考 |
| ---- | --------------------------------------------------------- | ------------------------------------------------------------------------------------------ | ------------- | --- |
| 1    | 県知事の私室の壁紙 （仏: Tenture de cabinet prefectoral） | - フルート - クラリネット - ファゴット - ホルン - トランペット - 打楽器 - 弦5部            | 1923年3月28日 | 4小節、5小節、3小節からなる3部の作品でいつまでも繰り返される。 |
| 2    | 錬鉄の綴れ織り （仏: Tapisserie en fer forgé）            | - フルート 1 - クラリネット (B♭管) 1 - トランペット (C管) 1 - 弦楽四部（コントラバスなし） |               | 「招待客の到着の際に、大きなレセプションの場合は、玄関ロビーで演奏される」と注釈されている。6/8拍子、ト長調、4小節からなっており、ダ・カーポにより無限に繰り返される。なお、秋山『覚え書』p.488に掲載されている自筆譜のキャプションには「家具の音楽《県知事の私室の壁紙》」と書かれているが、自筆譜にはサティの自署で「TAPISSERIE EN FER FORGÉ」と書かれており、「錬鉄の綴れ織り」の誤記である。 |
| 3    | 音のタイル張り舗道 （仏: Carrelage phonique）             | - フルート 1 - クラリネット (B♭管) 1 - 弦楽四部（コントラバスなし）                        |               | 「昼食の時に演奏する」との注釈がかかれている。4/2拍子、4小節からなり、無限に繰り返される。 |

現在、『家具の音楽』の題名で紹介されている3曲のうち1曲目の「県知事室の私室の壁紙」は、ワシントンのユージン・メイアー夫人からの作曲依頼のために1923年になって新たに書かれたものである。また、残りの2曲も実際に実験に供された音楽とは別物である。
ミヨーによる「音符のないノート」では、サティと一緒に『家具の音楽』を実験したときの体験が書かれている。また、コンスタント・ランバートによる『現代音楽論』 にもこの時の演奏について触れた章がある。これらの文章を読む限り、現在サティの『家具の音楽』として紹介されている「錬鉄の綴れ織り」と「音のタイル張り舗道」は、編成や作品の構成から見て明らかに実験に供された作品とは別物である。

## 自筆譜の所在
パリにあるフランス国立図書館に所蔵されている。

## 出版
1990年現在未出版

## 録音
マリユス・コンスタン指揮による演奏以外録音はないと思われる。
- Satie, Relache・Vexations・Musique d'ameublement, Hidemith, Concertpiece for Trautonium&Strings, Apex 2564602392, 2004年発売 (演奏) Ensemble Ars nova, Marius Constant, Michel Dalberto, Oskar Sala, Munich Chamber Orchestra, Hans Stadlmair[注 5]

### 注
1. ↑  『放蕩者ならいつでもござれ、悪党なんぞはまっぴらだ (Ruffian, toujours; truand, jamais)』の題名で記す書籍もある[8]。
2. ↑  この時に実際に使われた楽器は、資料によって内容が異なっている。ピアノと3本のクラリネットと太鼓、と記す書籍もある[8]。
3. ↑  大田黒元雄訳、第一書房刊、昭和12年。原題はThe Music, ho![10]
4. ↑  「エリック・サティと彼の家具の音楽」[10]
5. ↑   1980年にエラートから発売されたLPの再発売版。サティ作品 (『ルラーシュ』から幕間の音楽、猿の王様を目覚めさせるためのファンファーレ、家具の音楽、ヴェクサシオン) の演奏は、Ensemble Ars nova, Marius Constant (指揮), Michel Dalberto (ピアノ), Pierre Thibaud (トランペット), Bernard Jeannoutot (トランペット)